# Cheikh
Pour les articles homonymes, voir Cheikh (homonymie) et sheikh (homonymie).
Cet article possède un paronyme, voir chèque.
 (novembre 2021).

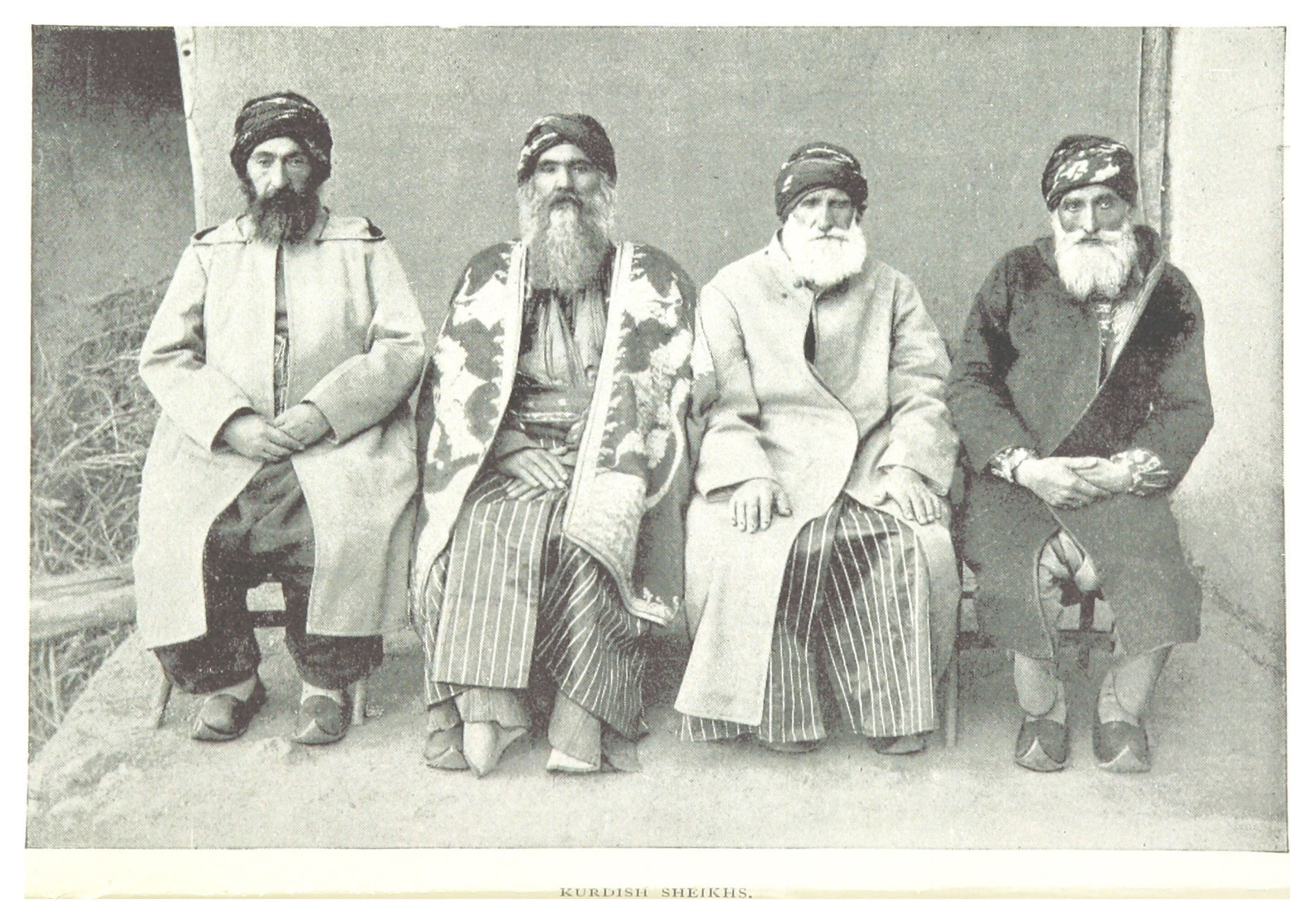
Des cheiks kurdes photographiés en 1895.

Un cheikh ou sheikh (/ʃɛjk/ ; en arabe : شيخ, šayḫ, /ʃajx/, pl. šuyūḫ, « maître, vieillard, sage ») est, dans la société musulmane, un terme de respect pour un chef tribal ou un homme distingué par ses connaissances scientifiques ou religieuses en islam. Une femme qui joue un tel rôle, ainsi que la fille ou l'épouse d'un cheikh est appelée « cheikha » (arabe : شيخة).

## Chef politique ou religieux
Le titre de cheikh, dont le sens générique est « vieillard, ancien, docteur, maître, directeur, guide dans la vie spirituelle », a été porté par les chefs des tribus arabes préislamiques avec celui de seigneur, et on le donnait à Abou Bakr en même temps que le titre de calife (le plus ancien ou le premier des califes). C'est un qualificatif respectable aussi bien dans le spirituel que dans le temporel, dans la vie mystique ou monacale que dans l'existence sociale.

### Péninsule arabique
Ce titre désigne également un chef de tribu bédouine dans la péninsule arabique, l'entité politique correspondante étant le cheikhat (sur le modèle de sultan/sultanat). Le monarque du Koweït portait le titre de cheikh jusqu'à l'indépendance en 1961, il fut ensuite qualifié d'émir.
Dans le golfe Persique, c'est une formule de politesse pour les personnes d'influence, s'ils sont directeurs, riches propriétaires voire hommes d'affaires, ou même membres du gouvernement.
En outre, c'était le terme employé en Occident pour désigner les chefs de la dynastie régnante d'Al-Sabah du Koweït, mais le titre monarchique était en fait hākim (« gouvernant » en arabe) jusqu'au 19 juin 1961, date où le Koweït a adhéré à la Ligue arabe, et le titre d'émir a été adopté, de même au Bahreïn et au Qatar. Ce terme est employé par chaque membre masculin de toutes maisons royales du Golfe.
Au Yémen, le cheikh est un chef tribal choisi par consensus des chefs de famille ; son pouvoir n'est ni permanent, ni héréditaire. Sous le royaume du Yémen, il était issu d'une famille aristocratique. La confédération de tribus est dirigée par le cheikh des cheikhs. L'individu est lié à sa tribu par des liens d'allégeance. Sa vie et sa propriété sont protégés, mais en cas de meurtre, même accidentel ou si des membres de la tribu subit un préjudice, toute la tribu doit le défendre ou le venger. Les chefs de tribu choisissent également l'imam du Yémen parmi des membres de la même famille, qui doivent tisser des liens au préalable.

### Empire ottoman
Dans le califat ottoman, celui qui occupe le premier rang dans l'ordre spirituel est qualifié de cheikh-el-islam les prédicateurs des mosquées sont des chioukh ou, plus spécialement, des waïz ou mechioukh-el-koursi (chioukh de la chaise) on les nomme ainsi pour les distinguer des chefs des confréries, qu'on désigne par l'appellation de niechioukh-es-zaouïa.

### Kurdistan
Dans l'histoire du peuple kurde, le cheikh peut être un chef tribal, une personne respectable par son âge ou, plus spécifiquement, le maître d'une confrérie soufie, également appelé pir.

### Machrek
Au Mont-Liban et en Syrie, jusqu'à l'invasion ottomane en 1516, le titre avait la même connotation princière et royale que dans la péninsule arabique, puisqu'il représentait un dirigeant ou un chef de tribu indigène autonome sui iuris. Certaines familles notables et anciennes détiennent le titre de cheikh sui iuris. Au Liban, ces vieilles familles, majoritairement maronites et très influentes, reçurent la confirmation de ce titre traditionnel et transmissible héréditairement, comme la famille El-Khazen (depuis 1545) et la famille Hubaysh du Kesrouan, entre autres. Dès la mise en place de la domination ottomane au Machrek et la mise en œuvre du système Iltizam, le titre a acquis une connotation de noblesse davantage que de souveraineté, car décerné par une autorité supérieure et souvent à de simples mais puissants collecteurs d'impôts pour l'Empire, les mültezims.

### Maghreb
En Afrique du Nord les fonctionnaires chargés de l'administration des tribus s'appelaient chioukh, et les directeurs des confréries religieuses chioukfi-et-lrouq (directeurs spirituels). Pendant la colonisation, il désignait l'agent indigène placé à la tête d'un douar et plus tard ces dénominations ont été conservées.
Dans le Maghreb, les tolba, chefs des zaouïa, sont appelés chioukh-ez-zaouïa et, par extension, tous les maîtres éducateurs ou initiateurs sont désignés, par leurs élèves ou adeptes, par le titre de chioukh-et-terbia.
En Tunisie, un cheikh (cheikh tourab) s'occupait de la mechykha, qui était la plus petite division administrative de la Tunisie du règne beylical jusqu'après l'indépendance. Les mechykha sont remplacés plus tard par des plus petits secteurs : imada. Ce poste est l'équivalent de l'actuel omda (عمدة).

### Corne de l'Afrique
Le titre de cheikh a été également employé dans certaines régions à majorité musulmane de l'Afrique, comme en Éthiopie impériale par les dirigeants musulmans héréditaires de Bela Shangul, et par certains notables musulmans du Wollo, du Tigré et de l'Érythrée.

## Artiste
Le titre de cheikh est utilisé au Maghreb, surtout au Maroc (à côté des mots maallem, rai's) pour désigner le chanteur d'un groupe de troubadour arabe ou berbère.
En Algérie, le titre féminin cheikha a été donné à Cheikha Remitti (1923-2006), chanteuse emblématique du raï.

## Nom de famille
- Les descendants du cheikh originaire du Nedj Mohammed ben Abdelwahhab, fondateur de l'Islam wahabbite au XVIIIe siècle (toujours religion dominante en Arabie Saoudite), portent le nom Al ach-Cheikh ou Al ash-Shaykh, qui veut dire en arabe « famille du Cheikh » ou « famille du sage ».
- Shaikh signifie l'ascendance arabe en Asie du Sud. Shaikh est une communauté multiethnique en Asie du Sud, que l'on trouve en particulier au Pakistan et au Bangladesh, et également en Inde.